# Carlo Vittorio Cicarelli
Carlo Vittorio Cicarelli (Atripalda, 26 giugno 1859 – Napoli, 11 giugno 1929) è stato un politico e avvocato italiano.

## Biografia
Ha ricoperto la carica di deputato del Regno d'Italia dal 1904 al 1919 per tre legislature consecutive.
Il 25 giugno 1925 viene nominato presidente della Commissione reale dell'Amministrazione provinciale.